# クアドリガ

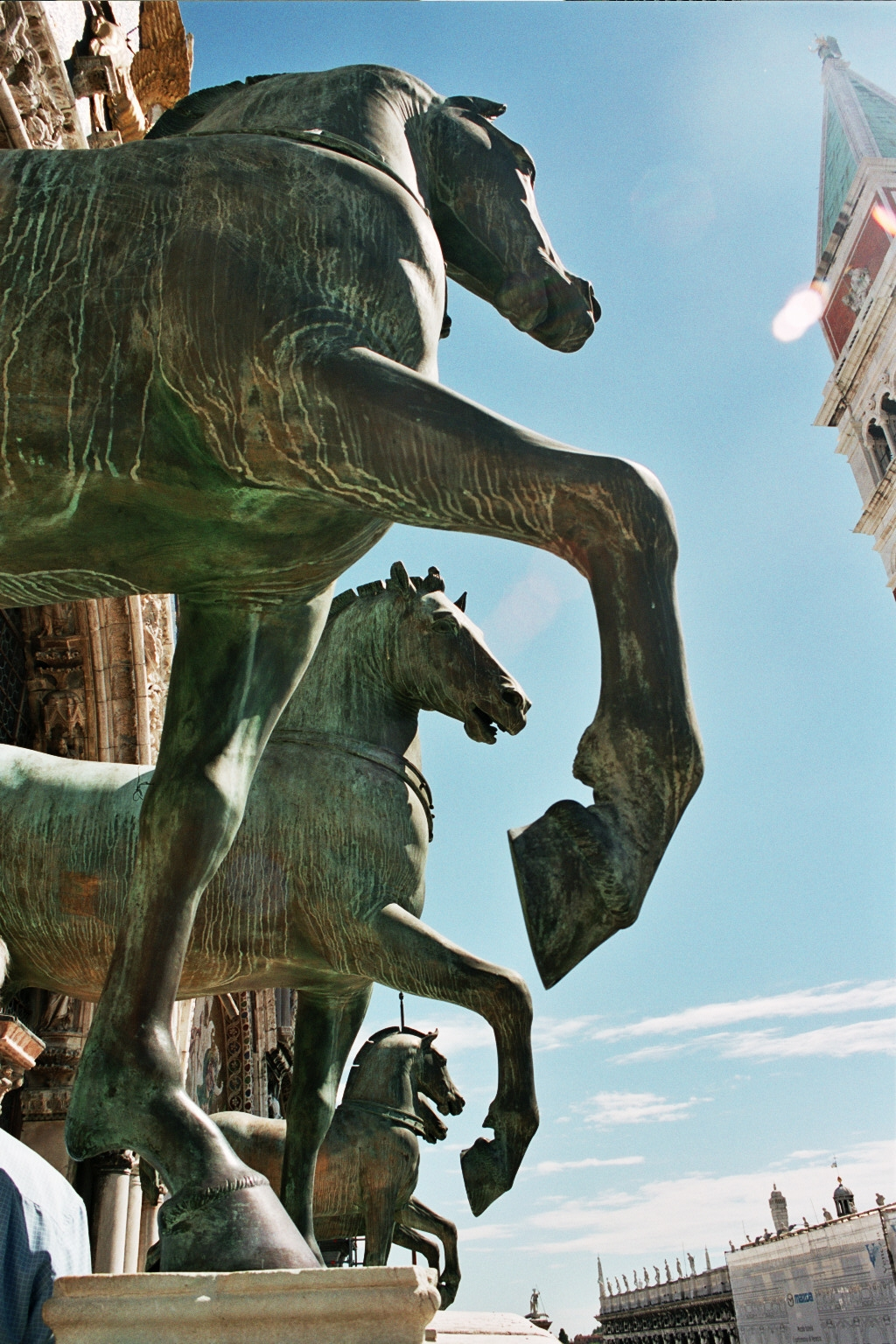
ヴェネツィアのサン・マルコの馬。古代のクアドリガのレプリカ

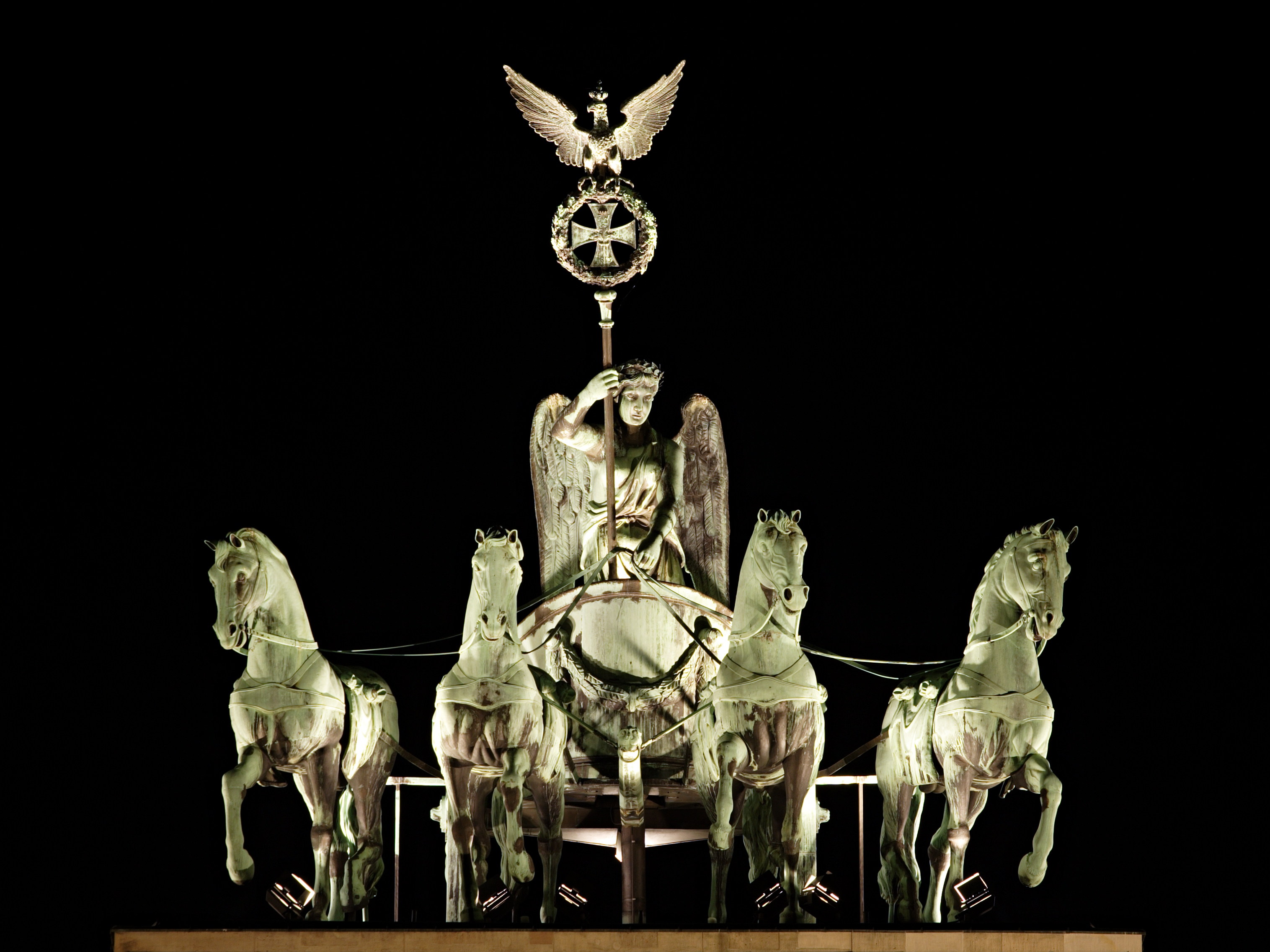
夜のブランデンブルク門のクアドリガ

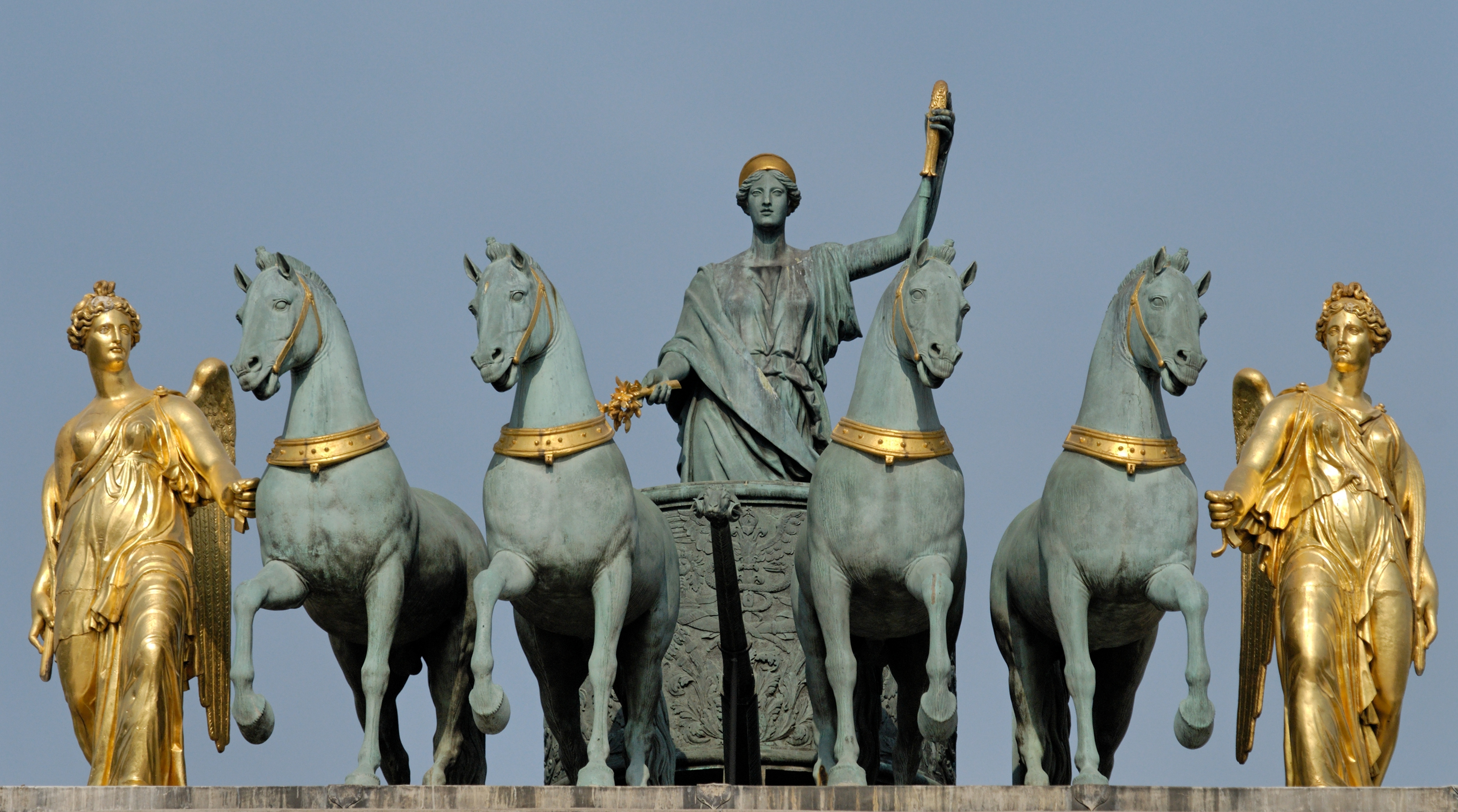
パリのカルーゼル凱旋門のクアドリガ

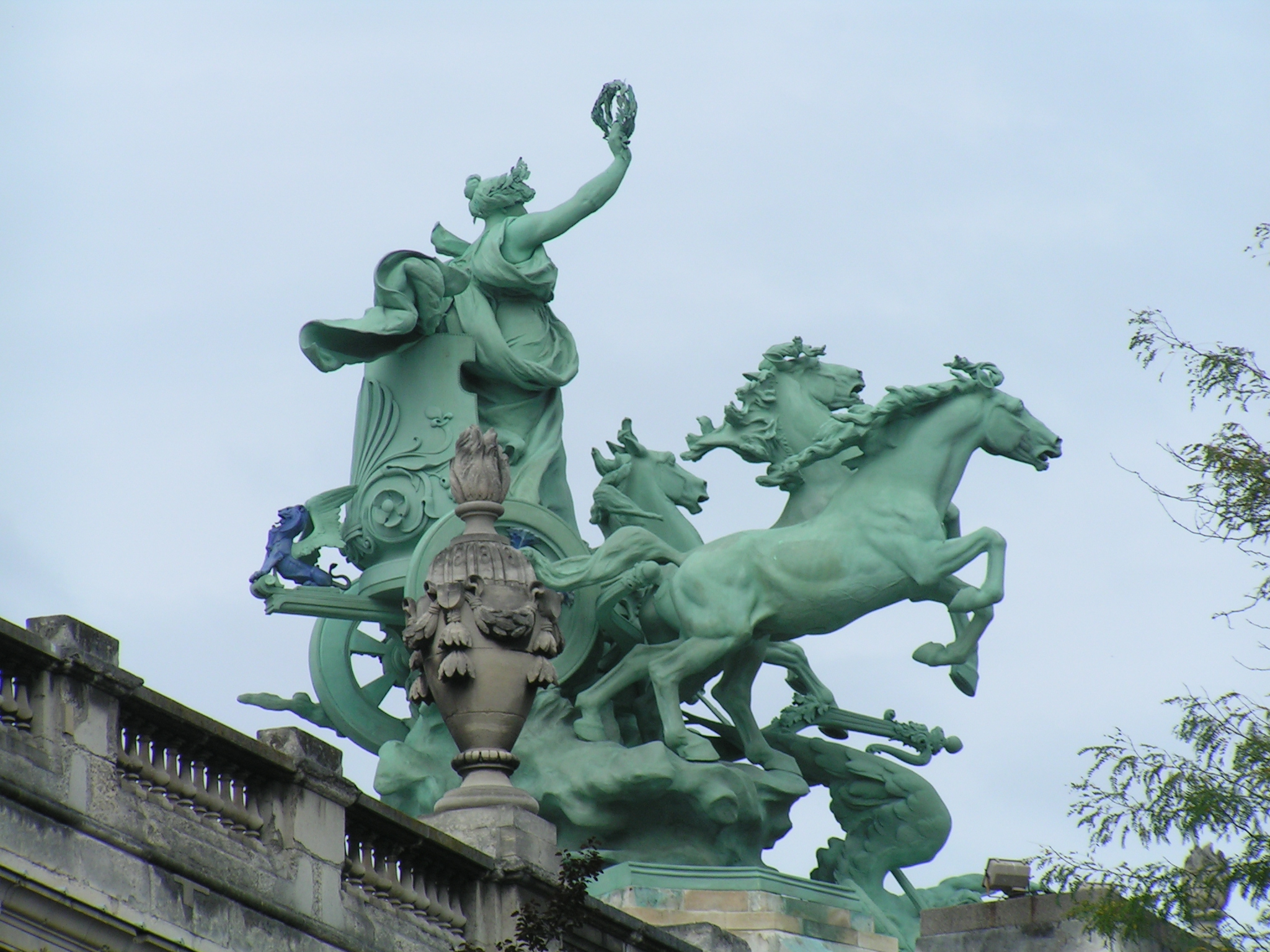
グラン・パレのクアドリガ

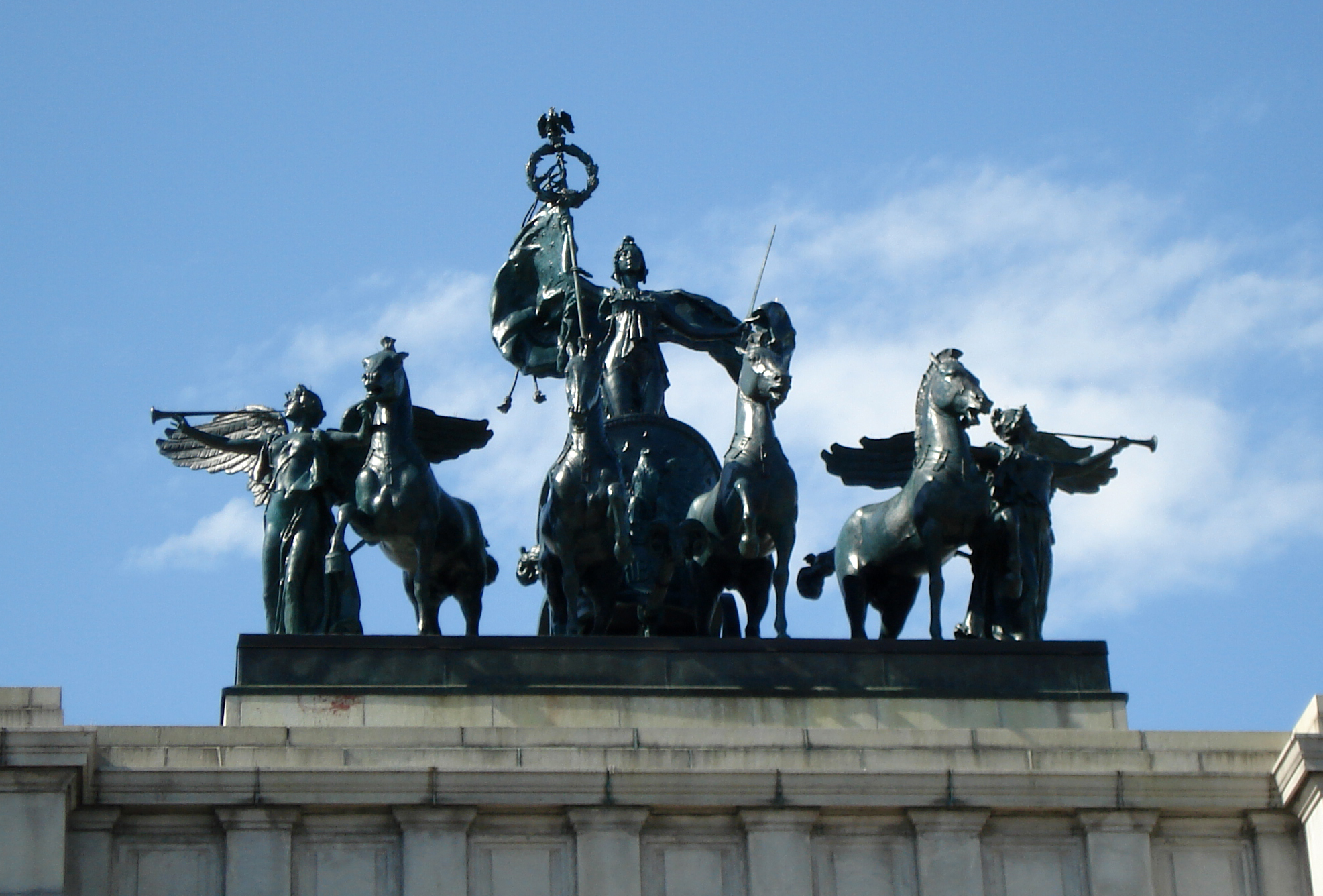
ニューヨークのグランド・アーミー・プラザ

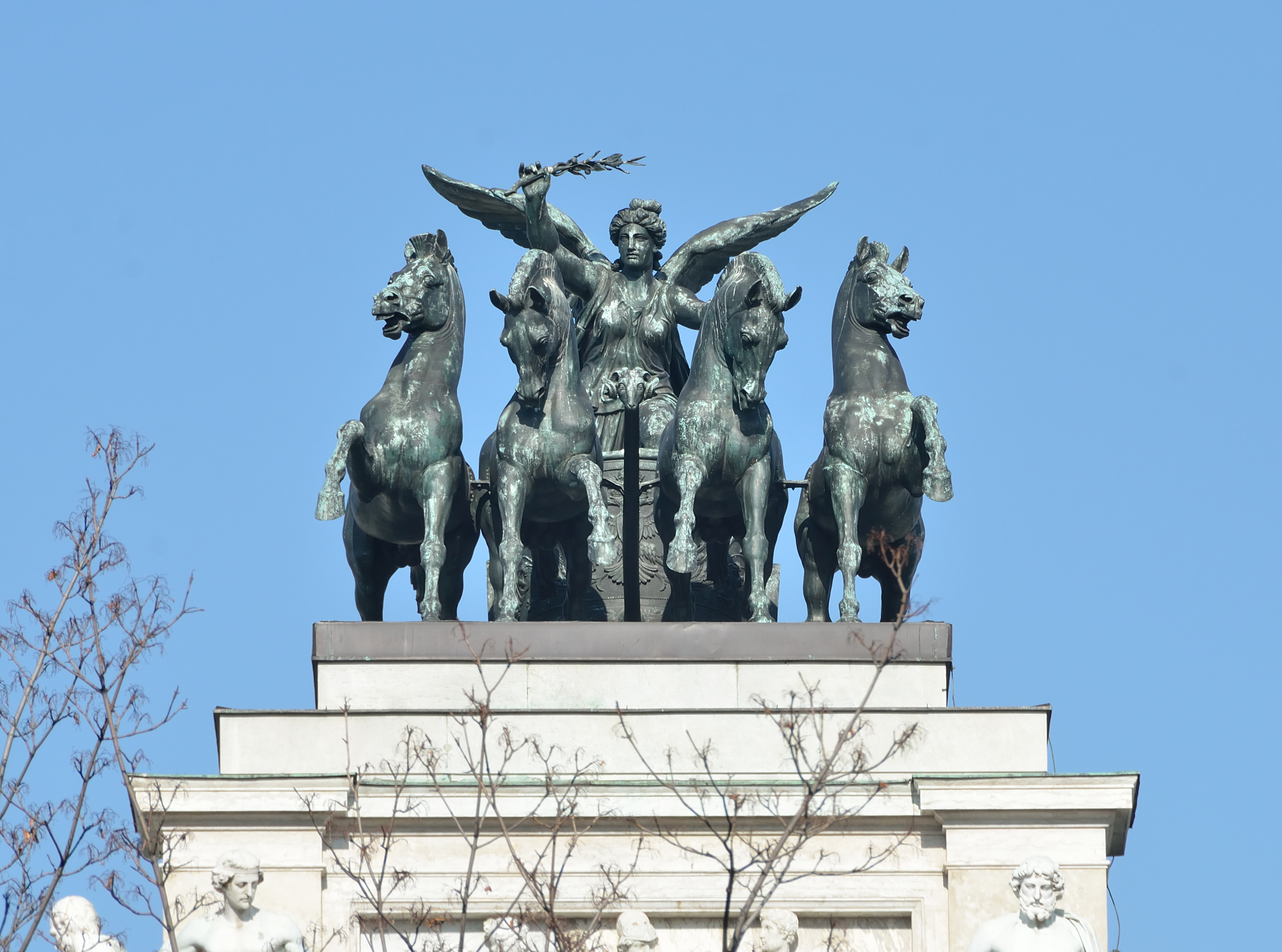
オーストリア国会議事堂

クアドリガまたはクワドリガ（quadriga）は、4頭の並行する馬に引かせたローマ帝国時代の車またはチャリオットであり、古代ギリシアのテトリッポスに相当する。ラテン語の quadri-（4つの）と jungere（くびき）を組み合わせた語である。古代オリンピックなどで戦車競走に使われていた。ギリシアの壺やレリーフに神や英雄の乗ったチャリオットの側面から見た絵が描かれているものがあるが、そのチャリオットがクアドリガである。クァドリガは勝利の象徴だった。そのため勝利を象徴するウィクトーリアやペメといった女神が乗った姿で描かれることが多い。古代の神話では、クアドリガは神々の乗るチャリオットとされていた。アポローンはクアドリガを駆って天空を行く姿でよく描かれ、陽射しをもたらし夜を追い散らす。
クアドリガはチャリオット部分のみを指すこともあるし、4頭の馬をつなげた全体も指すことがある。
近代のクアドリガの彫刻の原点は、「勝利のクァドリガ」の異名を持つサン・マルコの馬という古代の彫刻であり、古代のクアドリガの彫刻としては唯一現存している。元々はコンスタンティノープル競馬場の建物の上にあったもので、現在はヴェネツィアのサン・マルコ寺院にある。1204年の第4回十字軍に参加したヴェネツィアの十字軍が持ち去って、サン・マルコ寺院に設置した。1797年、ナポレオンがパリに持ち去ったが、1815年にヴェネツィアに返還された。大気汚染のため、本物は1980年代に博物館に移されており、現在サン・マルコ寺院にあるのはレプリカである。

## 近代の例
有名な実物大のクアドリガの彫刻をほぼ年代順に列挙する。
ベルリン（ブランデンブルク門）のクアドリガ
おそらく最も有名なクアドリガである。1793年、ヨハン・ゴットフリート・シャドウが平和の象徴として設計したもので、ウィクトーリアがオリーブのリースを掲げていた。ベルリンのブランデンブルク門の上に設置されている。1806年、ナポレオンがベルリンを占領した際にパリに持ち去った。1814年、陸軍元帥ゲプハルト・レベレヒト・フォン・ブリュッヘルが取り返し、ベルリンに戻した。後に、オリーブのリースが鉄十字に置き換えられた。第二次世界大戦時にひどい損傷を受け、プロイセンの軍国主義を象徴する鉄十字が問題となり、東ドイツのドイツ社会主義統一党はその部分を取り除くことを決定した。鉄十字が戻ったのは1990年のドイツ再統一の後である。
カルーゼル凱旋門のクアドリガ
フランス、パリのカルーゼル凱旋門の上にある。凱旋門自体はナポレオンの勝利を記念したものだが、クアドリガはフランソワ＝ジョゼフ・ボジオがフランス復古王政を記念して制作したものである。王政復古したことをクアドリガに乗っている寓話的な女神で表し、両側に金めっきされたウィクトーリアを伴っている。1815年ごろ完成。
旧参謀本部のクアドリガ
サンクトペテルブルクの宮殿広場に面した旧参謀本部の上にある。1819年 - 1829年。
アレクサンドリンスキー劇場のクアドリガ
サンクトペテルブルクのアレクサンドリンスキー劇場のファサードにある。1828年 - 1832年。
ヒョウのクアドリガ
ドレスデンのゼンパー・オーパーにある。馬ではなくヒョウらしき大型のネコ科の動物がチャリオットを引いている。1841年ごろ。
ボリショイのクアドリガ
ボリショイ劇場のポルチコの上にある。作者は Peter Clodt von Jürgensburg。1850年ごろ。
ミュンヘンの凱旋門（Siegestor）のクアドリガ
ミュンヘンの凱旋門の上にある。ライオンがチャリオットを引いている。Martin von Wagner 作。1852年ごろ。
グラン・パレの2つのクアドリガ
パリのグラン・パレにある。フランス人彫刻家 Georges Récipon の作。1900年ごろ。
グランド・アーミー・プラザのアーチ上の像
ニューヨーク、ブルックリン区にあるグランド・アーミー・プラザの凱旋門風の門の上にある。アメリカ合衆国を人格化した女性コロンビアがチャリオットに乗っていて、両端の馬を翼のあるウィクトーリアが引き、トランペットを吹いている。フレデリック・ウィリアム・マクマニーズ 作。1900年ごろ。
Victory and Progress
デトロイトの Wayne County Building の上にある。J. Massey Rhind 作。1900年ごろ。
Progress of the State
ミネソタ州会議事堂にある。全体に金箔が施され、玄関の上に設置されている。ダニエル・チェスター・フレンチと エドワード・クラーク・ポッター の作。1906年に設置された。
ヴィットーリオ・エマヌエーレ2世記念堂
イタリアのローマにあるヴィットーリオ・エマヌエーレ2世のモニュメント。ウィクトーリアが乗ったクアドリガが2つある。1911年着工、1935年完成。
ウェリントン門のクアドリガ
ロンドンのハイド・パークにあるウェリントン門の上にある。1912年、Adrian Jones が設計した。少年が御者役を務めているが、彫刻の費用を出した人物の息子がモデルだという。

## ギャラリー

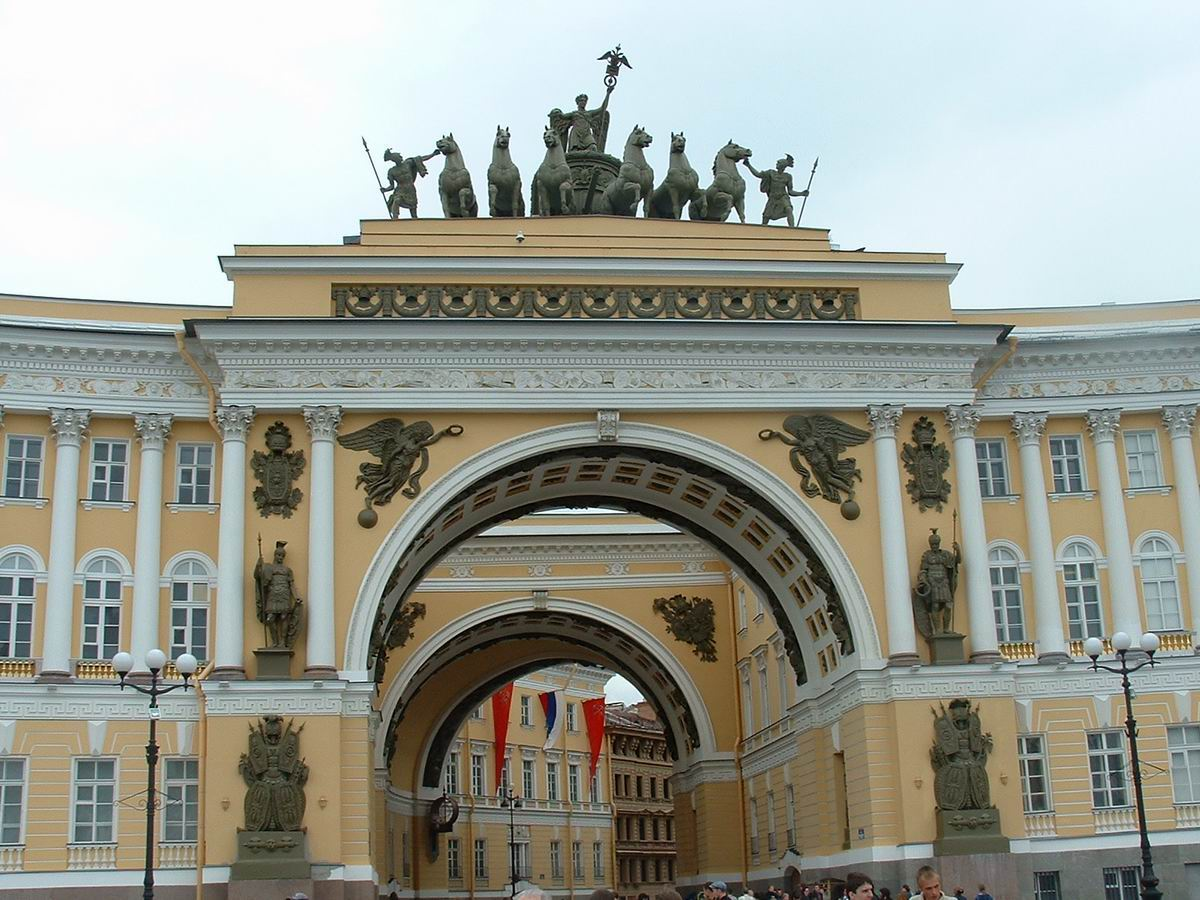
サンクトペテルブルクの旧参謀本部
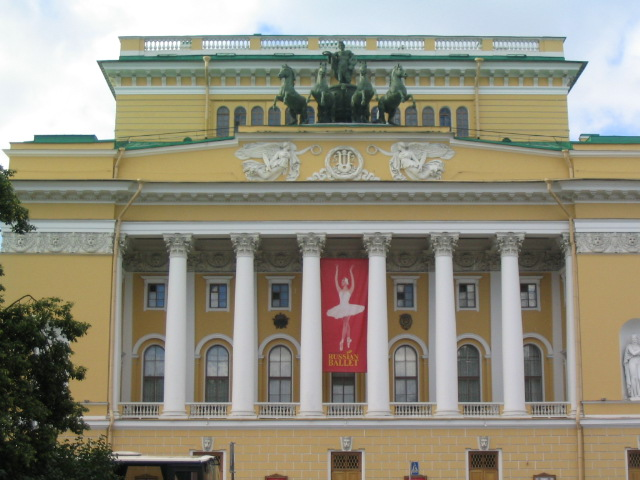
アレクサンドリンスキー劇場（サンクトペテルブルク）
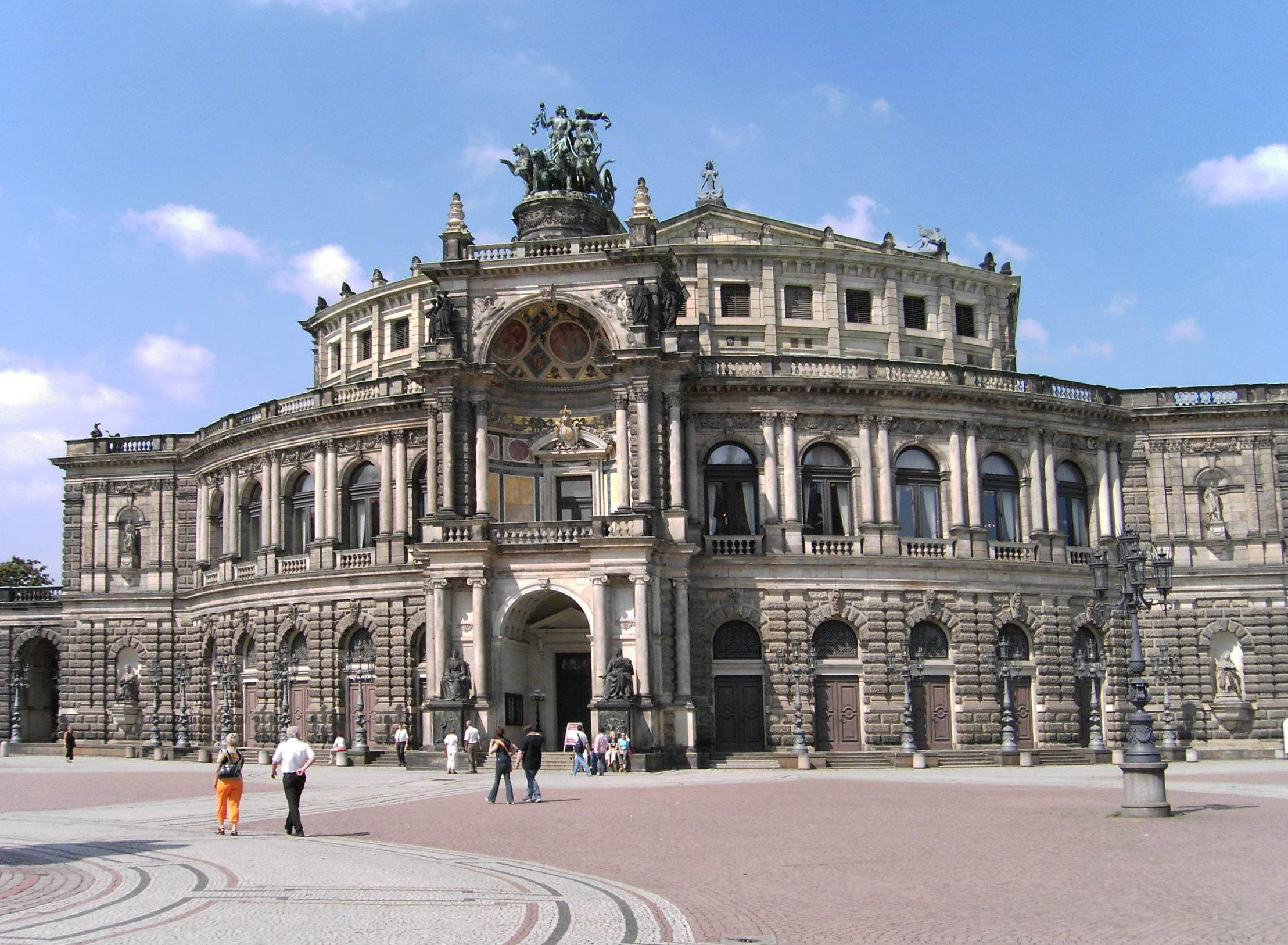
ゼンパー・オーパー（ドレスデン）
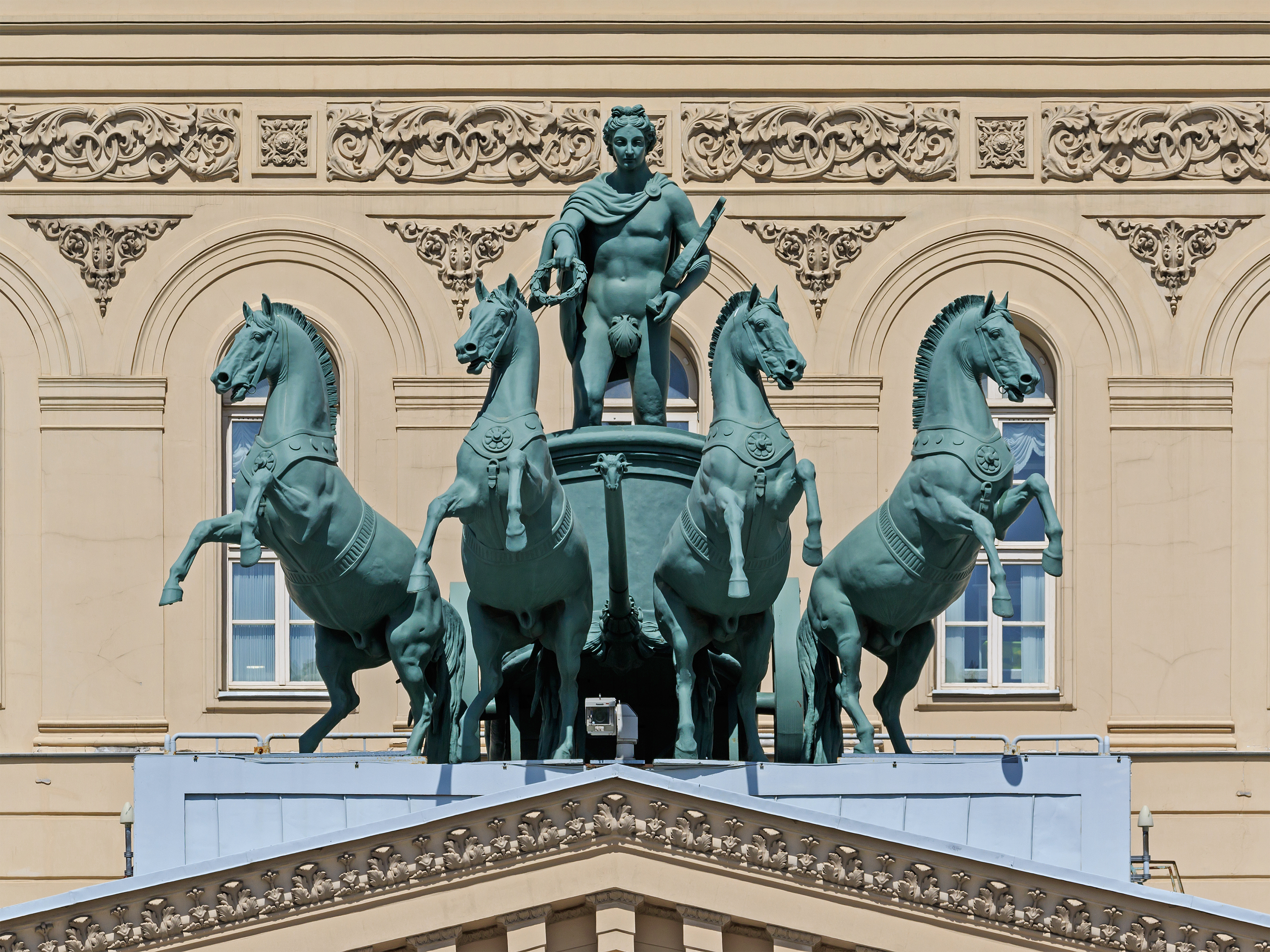
モスクワのボリショイ劇場のクアドリガ
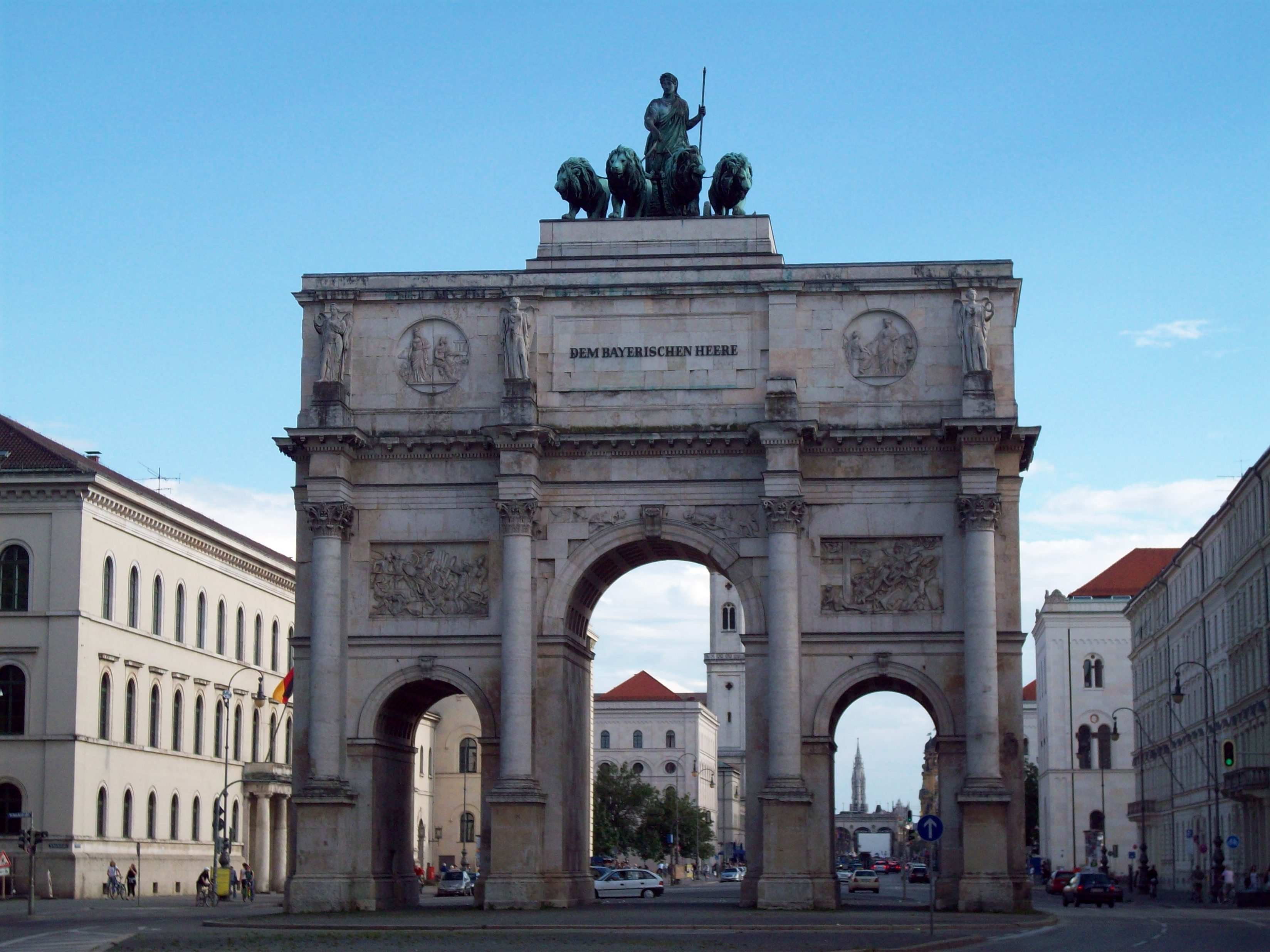
ミュンヘンの凱旋門
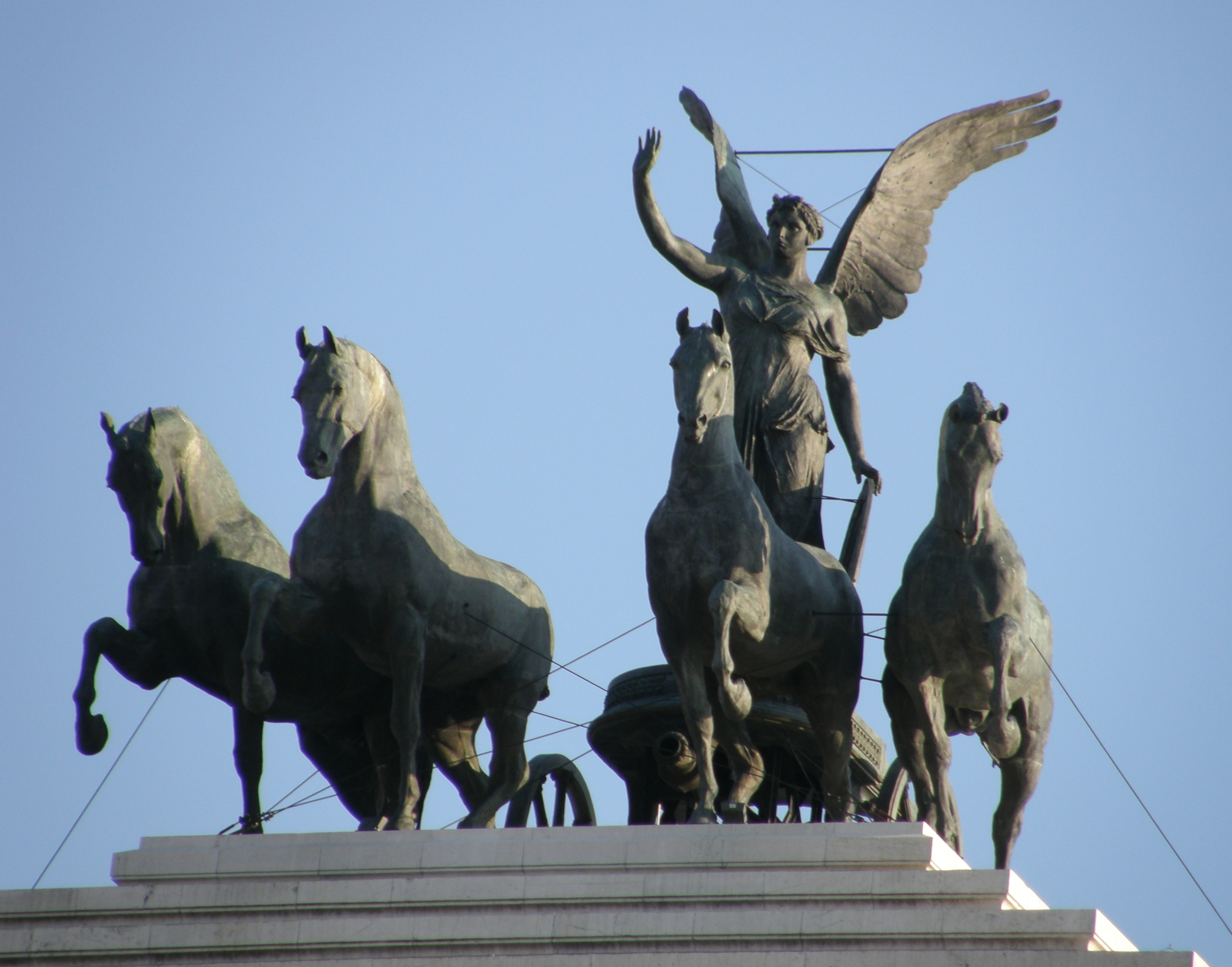
ローマのヴィットーリオ・エマヌエーレ2世記念堂のクアドリガ
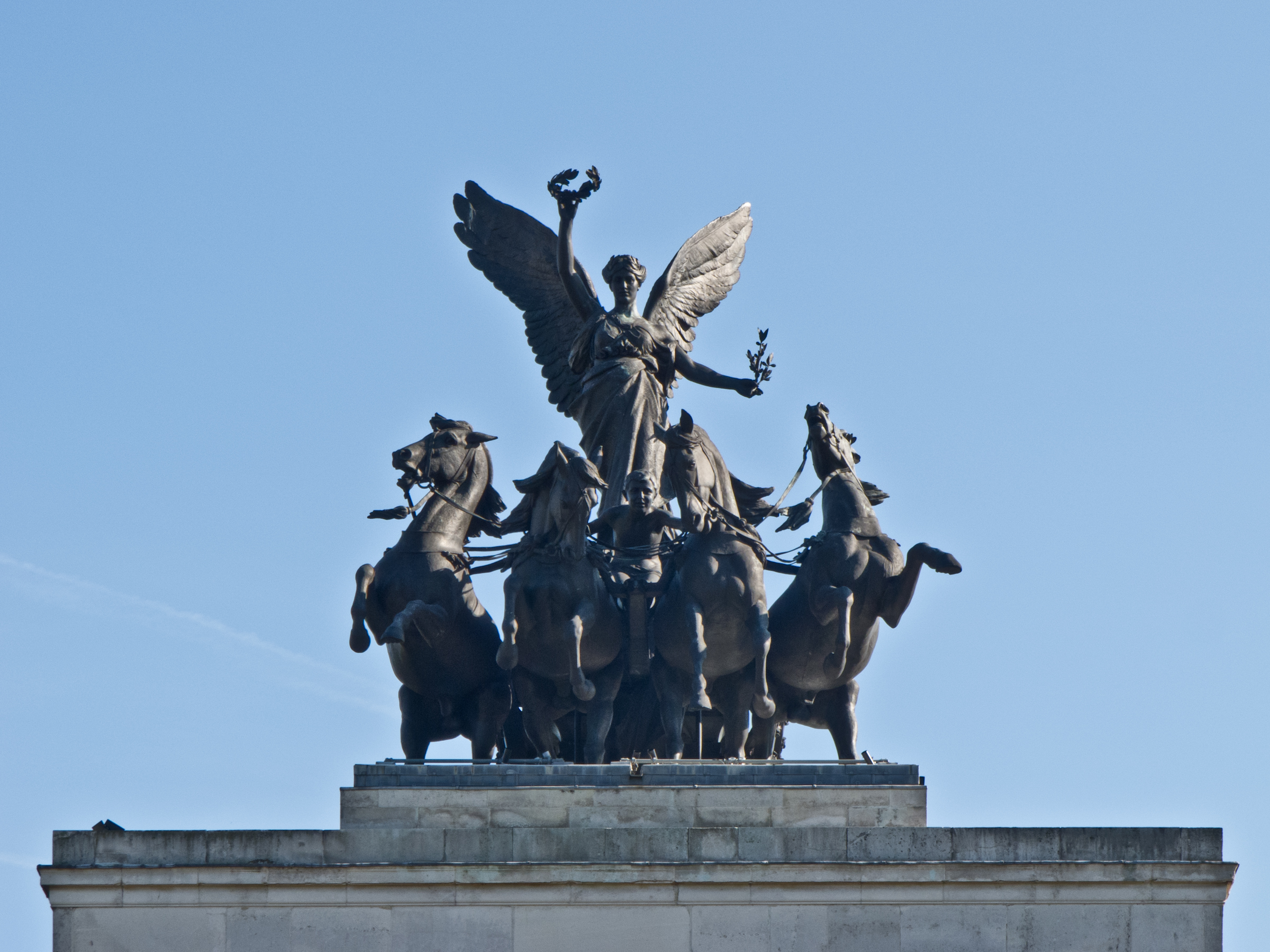
ロンドンのウェリントン門のクアドリガ
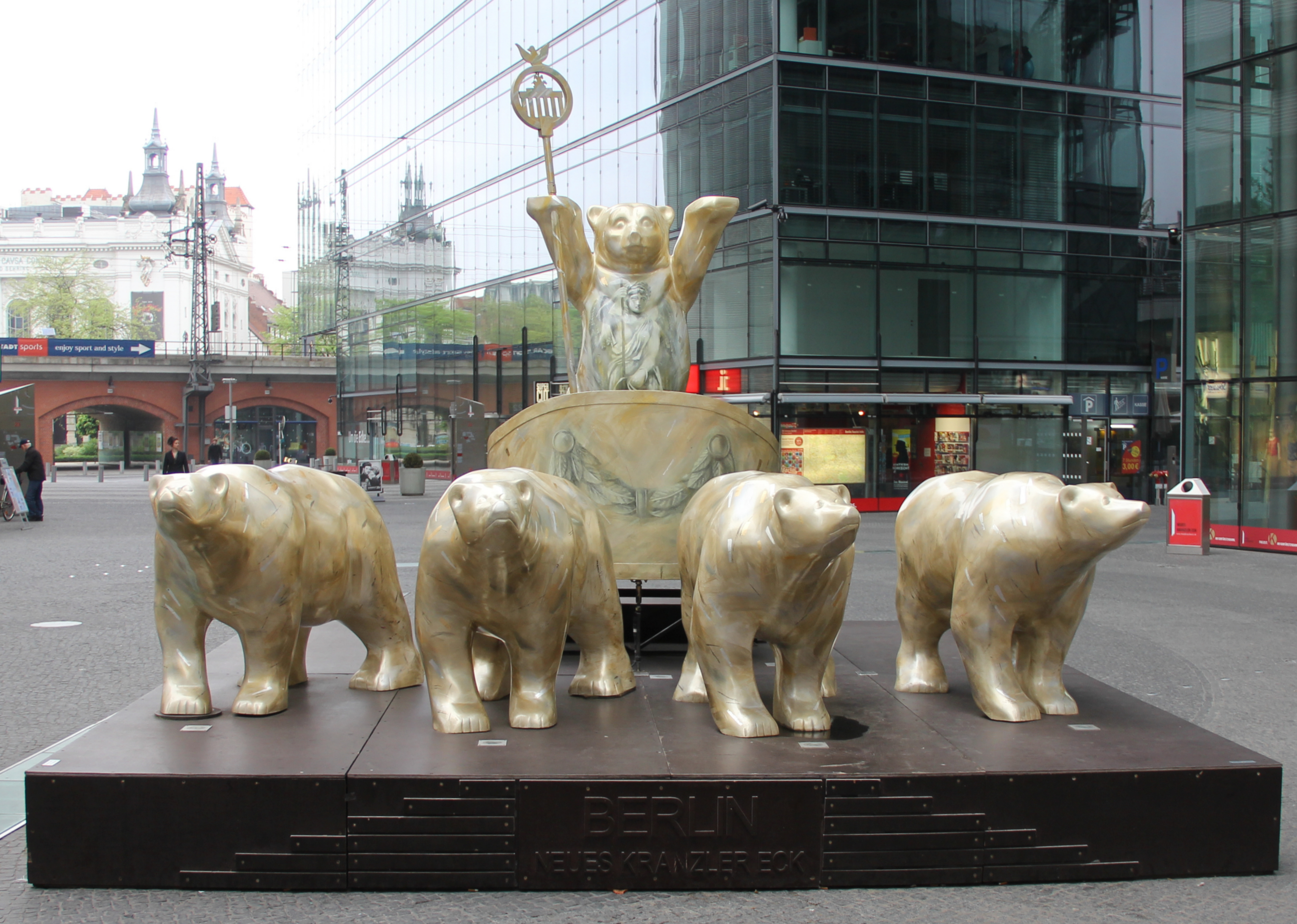
ベルリンのバディーベアクアドリガ、クアフュルステンダム（英語版）
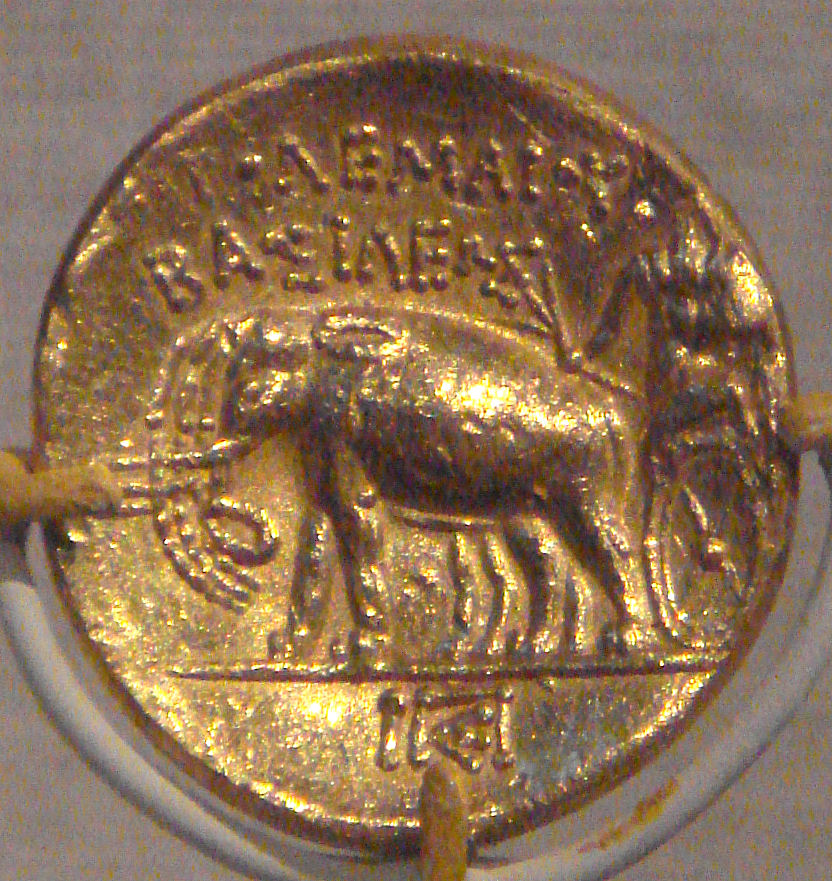
プトレマイオス1世のスタテル金貨。ゾウのクアドリガが描かれている。 キレナイカ。

## 社名
「クアドリガCX」はカナダの暗号資産交換会社。2018年に社長が変死し、さらに安全に保管されていると考えられていたコールドウォレットからビットコインが消失していることが判明し、騒ぎとなった。ネットフリックスでドキュメントが制作され放映された。